# Coelotes musashiensis
Coelotes musashiensis är en spindelart som beskrevs av Nishikawa 1989. Coelotes musashiensis ingår i släktet Coelotes och familjen mörkerspindlar. Inga underarter finns listade i Catalogue of Life.